# Itamarati
Itamarati is een gemeente in de Braziliaanse deelstaat Amazonas. De gemeente telt 8.281 inwoners (schatting 2009).